# Stachów (Białoruś)
Stachów (biał. Стахава; ros. Стахово) – wieś na Białorusi, w obwodzie brzeskim, w rejonie stolińskim, w sielsowiecie Płotnica, przy Rezerwacie Krajobrazowym Środkowa Prypeć.
Siedziba parafii prawosławnej; znajduje się tu zabytkowa cerkiew pw. Opieki Matki Bożej.
W pobliżu wsi znajduje się stacja kolejowa Prypeć, położona na linii Równe – Baranowicze – Wilno.

## Historia
Dawniej okolica szlachecka. Wzmianka o Stachowie pojawia się w 1524, gdy królowa Polski Bona Sforza nadała jedno z dworzyszcz wchodzących w skład Stachowa bojarowi Prońce. Sama miejscowość istniała już wcześniej. XVI-wieczne dokumenty wymieniają nazwiska osiadłej tu szlachty. Potomkowie tych rodów przybrali później nazwiska Stochowski albo Stachowski oraz dla rozróżnienia przydomki. Szlachta ta pieczętowała się herbem Ogończyk. Jeszcze w XIX w. przechowywano przywileje, w tym otrzymane lub potwierdzone przez królową Bonę. Miejscowość zamieszkiwali także włościanie, którzy mieli być potomkami dawnej szlachty, ukaranej odebraniem szlachectwa za niewyjście na pospolite ruszenie.
Stachów odpadł od Rzeczypospolitej w wyniku II rozbioru. Pod zaborem rosyjskim należał do powiatu pińskiego, w guberni mińskiej.
W dwudziestoleciu międzywojennym Stachów leżał w Polsce, w województwie poleskim, w powiecie stolińskim, w gminie Płotnica. Po II wojnie światowej w granicach Związku Sowieckiego. Od 1991 w niepodległej Białorusi.